# Bosasella dubia
Bosasella dubia is een mosselkreeftjessoort uit de familie van de Hemicytheridae. De wetenschappelijke naam van de soort is voor het eerst geldig gepubliceerd in 1993 door Jellinek.